# Lijst van voetbalinterlands Azerbeidzjan - Oostenrijk

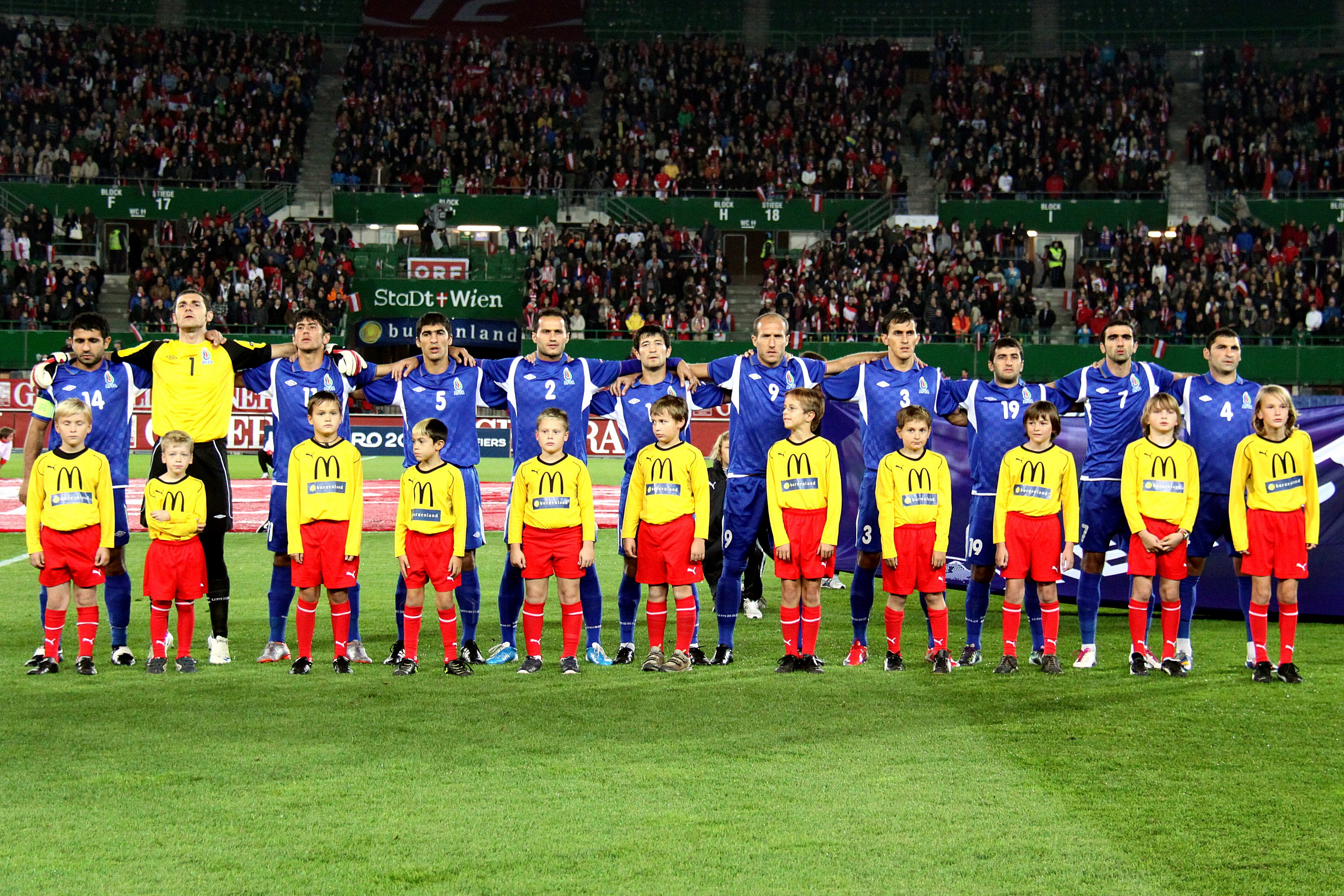
Wenen, 8 oktober 2010

Deze lijst van voetbalinterlands is een overzicht van alle officiële voetbalwedstrijden tussen de nationale teams van Azerbeidzjan en Oostenrijk. De landen speelden tot op heden zes keer tegen elkaar. De eerste ontmoeting, een kwalificatiewedstrijd voor het Wereldkampioenschap voetbal 2006, werd gespeeld in Wenen op 8 september 2004. Het laatste duel, een kwalificatiewedstrijd voor het Europees kampioenschap voetbal 2024, vond plaats op 16 oktober 2023 in Bakoe.

## Wedstrijden
| № | Plaats | Datum            | Competitie           | Wedstrijd                 | Uitslag |
| - | ------ | ---------------- | -------------------- | ------------------------- | ------- |
| 1 | Wenen  | 8 september 2004 | WK 2006 kwalificatie | Oostenrijk – Azerbeidzjan | 2 – 0   |
| 2 | Bakoe  | 7 juni 2005      | WK 2006 kwalificatie | Azerbeidzjan – Oostenrijk | 0 – 0   |
| 3 | Wenen  | 8 oktober 2010   | EK 2012 kwalificatie | Oostenrijk – Azerbeidzjan | 3 – 0   |
| 4 | Bakoe  | 7 oktober 2011   | EK 2012 kwalificatie | Azerbeidzjan – Oostenrijk | 1 – 4   |
| 5 | Linz   | 24 maart 2023    | EK 2024 kwalificatie | Oostenrijk − Azerbeidzjan | 4 − 1   |
| 6 | Bakoe  | 16 oktober 2023  | EK 2024 kwalificatie | Azerbeidzjan − Oostenrijk | 0 − 1   |

## Samenvatting
| Competitie      | Totaal gespeeld | Winst Azerbeidzjan | Gelijk | Winst Oostenrijk | Doelsaldo Azerbeidzjan – Oostenrijk |
| --------------- | --------------- | ------------------ | ------ | ---------------- | ----------------------------------- |
| WK-kwalificatie | 2               | 0                  | 1      | 1                | 0 − 2                               |
| EK-kwalificatie | 4               | 0                  | 0      | 4                | 2 − 12                              |
| Totaal          | 6               | 0                  | 1      | 5                | 2 − 14                              |

Wedstrijden bepaald door strafschoppen worden, in lijn met de FIFA, als een gelijkspel gerekend.

## Details

### Tweede ontmoeting
| Azerbeidzjan | 0 – 0 | Oostenrijk |
|              | goals |            |

### Derde ontmoeting
| Oostenrijk                                                     | 3 – 0 | Azerbeidzjan |
| Sebastian Prödl 3' Marko Arnautović 53' Marko Arnautović 90+1' | goals |              |

### Vierde ontmoeting
| Azerbeidzjan      | 1 – 4 | Oostenrijk                                                                  |
| Vüqar Nadirov 67' | goals | 34' Andreas Ivanschitz 52' Marc Janko 62' Marc Janko 90+1' Zlatko Junuzović |

AFFA · A-internationals · Bondscoaches · Statistieken · Azerbeidzjaans vrouwenelftal · Azerbeidzjan U21 · Azerbeidzjan U20 · Azerbeidzjan U19 · Azerbeidzjan U18 · Azerbeidzjan U17 · Azerbeidzjan U16
1992 – 1999 ·
2000 – 2009 ·
2010 – 2019 ·
2020 − 2029
1992 · 
1993 · 
1994 · 
1995 · 
1996 · 
1997 · 
1998 · 
1999 · 
2000 · 
2001 · 
2002 · 
2003 · 
2004 · 
2005 · 
2006 · 
2007 · 
2008 · 
2009 · 
2010 · 
2011 · 
2012 · 
2013 · 
2014 · 
2015 · 
2016 · 
2017 ·
2018 ·
2019 ·
2020 ·
2021 ·
2022 ·
2023 ·
2024
Albanië ·
Andorra ·
Bahrein ·
België ·
Bosnië en Herzegovina · 
Bulgarije ·
Canada ·
Cyprus ·
Duitsland ·
Engeland ·
Estland ·
Faeröer ·
Filipijnen ·
Finland ·
Frankrijk ·
Georgië ·
Honduras ·
Hongarije ·
Ierland ·
IJsland ·
India ·
Irak ·
Iran ·
Israël ·
Italië ·
Japan · 
Jordanië ·
Kazachstan ·
Kirgizië · 
Koeweit · 
Kosovo · 
Kroatië · 
Letland ·
Liechtenstein ·
Litouwen ·
Luxemburg ·
Malta ·
Moldavië ·
Mongolië ·
Montenegro ·
Noord-Ierland ·
Noord-Macedonië ·
Noorwegen ·
Oekraïne ·
Oezbekistan ·
Oman ·
Oostenrijk ·
Palestina ·
Polen ·
Portugal ·
Qatar ·
Roemenië ·
Rusland ·
San Marino ·
Saoedi-Arabië ·
Servië ·
Servië en Montenegro ·
Singapore ·
Slovenië ·
Slowakije ·
Spanje ·
Tadzjikistan · 
Trinidad en Tobago · 
Tsjechië ·
Turkije · 
Turkmenistan · 
Verenigde Arabische Emiraten ·
Verenigde Staten ·
Wales ·
Wit-Rusland ·
Zwitserland ·
Zweden
ÖFB · A-internationals · Selecties · Bondscoaches · Oostenrijks vrouwenelftal · Olympisch elftal · Oostenrijk U21 · Oostenrijk U20 · Oostenrijk U19 · Oostenrijk U18 · Oostenrijk U17 · Oostenrijk U16 · Vrouwen U17
1902 – 1919 ·
1920 – 1929 ·
1930 – 1939 ·
1940 – 1949 ·
1950 – 1959 ·
1960 – 1969 ·
1970 – 1979 ·
1980 – 1989 ·
1990 – 1999 ·
2000 – 2009 ·
2010 – 2019 ·
2020 – 2029
EK's: 2008 · 
2016 · 
2020 · 
2024
WK's: 1934 · 
1954 · 
1958 · 
1978 · 
1982 · 
1990 · 
1998
OS: 1912 ·
1936 ·
1948 ·
1952
1902 · 
1903 · 
1904 · 
1905 · 
1906 · 
1907 · 
1908 · 
1909 · 
1910 · 
1911 · 
1912 · 
1913 · 
1914 · 
1915 · 
1916 · 
1917 · 
1918 · 
1919 · 
1920 · 
1921 · 
1922 · 
1923 · 
1924 · 
1925 · 
1926 · 
1927 · 
1928 · 
1929 · 
1930 · 
1931 · 
1932 · 
1933 · 
1934 · 
1935 · 
1936 · 
1937 · 
1938 · 1939 · 1940 · 1941 · 1942 · 1943 · 1944 · 1945 · 
1946 · 
1947 · 
1948 · 
1949 · 
1950 · 
1952 · 
1952 · 
1953 · 
1954 · 
1955 · 
1956 · 
1957 · 
1958 · 
1959 · 
1960 · 
1961 · 
1962 · 
1963 · 
1964 · 
1965 · 
1966 · 
1967 · 
1968 · 
1969 · 
1970 · 
1971 · 
1972 · 
1973 · 
1974 · 
1975 · 
1976 · 
1977 · 
1978 · 
1979 · 
1980 · 
1981 · 
1982 · 
1983 · 
1984 · 
1985 · 
1986 · 
1987 · 
1988 · 
1989 · 
1990 ·
1991 · 
1992 · 
1993 · 
1994 · 
1995 · 
1996 · 
1997 · 
1998 · 
1999 · 
2000 · 
2001 · 
2002 · 
2003 · 
2004 · 
2005 · 
2006 · 
2007 · 
2008 · 
2009 · 
2010 · 
2011 · 
2012 · 
2013 · 
2014 · 
2015 · 
2016 · 
2017 · 
2018 · 
2019 · 
2020 · 
2021 ·
2022
Albanië ·
Algerije ·
Andorra ·
Argentinië ·
Azerbeidzjan ·
België ·
Bosnië en Herzegovina ·
Brazilië ·
Bulgarije ·
Canada ·
Chili ·
Costa Rica ·
Cyprus ·
Denemarken ·
DDR ·
Duitsland ·
Egypte ·
Engeland ·
Estland ·
Faeröer ·
Finland ·
Frankrijk ·
Georgië ·
Ghana ·
Griekenland ·
Hongarije ·
Ierland ·
IJsland ·
Iran ·
Israël ·
Italië ·
Ivoorkust ·
Japan ·
Joegoslavië ·
Kameroen ·
Kazachstan ·
Kroatië ·
Letland ·
Liechtenstein ·
Litouwen ·
Luxemburg ·
Malta ·
Moldavië ·
Montenegro ·
Nederland ·
Nigeria ·
Noord-Ierland ·
Noord-Macedonië ·
Noorwegen ·
Oekraïne ·
Paraguay ·
Peru ·
Polen ·
Portugal ·
Roemenië ·
Rusland ·
San Marino ·
Schotland ·
Servië ·
Slovenië ·
Slowakije ·
Sovjet-Unie ·
Spanje ·
Trinidad en Tobago ·
Tsjechië ·
Tsjecho-Slowakije ·
Tunesië ·
Turkije ·
Uruguay ·
Venezuela ·
Verenigde Staten ·
Wales ·
Wit-Rusland ·
Zweden ·
Zwitserland
Algerije (1982) · 
Chili (1982) · 
Duitsland (2008) · 
Frankrijk (1982) · 
Hongarije (2016) · 
Italië (2021) · 
Kroatië (2008) · 
Nederland (2021) · 
Noord-Ierland (1982) · 
Noord-Macedonië (2021) · 
Oekraïne (2021) · 
Polen (2008) ·  
Portugal (2016) · 
West-Duitsland (1982)